# Азовская губерния (1708—1725)
Азо́вская губе́рния — административно-территориальная единица Русского царства. Образована в 1708 году в Русском царстве; административным центром был город Азов. После того, как в результате Прутского мирного договора Русское царство вернуло Азов и прилегающие территории Османской империи, административный центр был перенесён сперва в Тамбов, в затем — в Воронеж. В 1725 году Азовская губерния была переименована в Воронежскую губернию.
В 1775 году из остатка Бахмутской провинции в Новороссийской губернии и земель, отошедших к России по Кючук-Кайнарджийскому мирному договору, была создана вторая Азовская губерния.

## История
Азовская губерния была одной из восьми первых губерний Русского царства, созданных Петром I 18 (29) декабря 1708 года;  18 февраля (1 марта) 1709 царь подписал окончательную роспись её городов. Административным центром Азовской губернии стал город-крепость Азов, захваченный Россией в 1696 году в ходе Азовских походов Петра I. В Азове находилась резиденция губернатора Ивана Андреевича Толстого (1709–1710) и его канцелярия – Азовская приказная палата. При этом, существенную часть функций по управлению губернией исполнял находившийся в Тамбове ландрихтер П. В. Кикин. Воронежской обер-комендантской провинцией, в 1708—1712 году в значительной части бывшей де-факто автономной от губернского руководства, управляли ландрихтер С. Т. Клокачёв (гражданские дела) и обер-комендант С. А. Колычев (военные вопросы). Общее руководство как Азовской губернией (в 1710–1719 годах), так и Воронежской обер-комендантской провинцией в период её особого положения осуществлял генерал-губернатор Ф. М. Апраксин. По сложившейся в те времена практике поручать вельможам высокого ранга совмещение нескольких должностей, Апраксин преимущественно курировал вверенный регион удалённо из Санкт-Петербурга, приезжая только для решения важных вопросов, связанных кораблестроением, с организацией оборонительных мероприятий, а также, в 1711 году — с реализацией условий Прутского мира. Непосредственно на месте управление от его имени осуществляли вице-губернатор, находившийся в Воронеже, и ландрихтеры.
В 1711 году по мирному договору, ставшему следствием неудачного Прутского похода Петра I Россия обязалась вернуть город Азов Османской империи. Однако, несмотря на потерю Азова, губерния не была переименована, а административный центр Азовской губернии был перенесён в Тамбов, что привело к значительной неразберихе в делопроизводстве. В 1713 году условия Прутского договора были подтверждены Адрианопольским мирными договором, завершившим русско-турецкую войну 1710—1713 годов.
В 1715 году Ф. М.  Апраксин предложил административный центр губернии был перенести в Воронеж. Такое предложение было продиктовано желанием ликвидировать неразбериху в системе управления губернией, когда в Воронеже, Тамбове, а до 1711 года — и в Азове, существовали отдельны центры управления частями губернии, механизм взаимодействия между которыми не был прописан. Выбор Воронежа как административного центра определялся тем, что он располагался в центре губернии, а также наличием резиденции главы епархии. Вице-губернатор С. А. Колычев выступал против такого решения, объясняя свою позицию вредным для здоровья воронежским климатом — заболоченность берегов реки Воронеж и повышенная влажность провоцировали высокий уровень заболеваний. Административным центром губернии также мог стать экономически развитый Елец, бывший в 1710–1711 и 1713–1714 годах местопребыванием ландрихтера Воронежской обер-комендантской провинции. Но в итоге в ноябре 1715 года резиденция вице-губернатора и губернская канцелярия из Тамбова всё же были перенесены в Воронеж. Этот перенос не был закреплен законодательно и в делопроизводстве сохранилась практика употребления двух наименований губернии: Азовская (по официальному названию) и Воронежская (по административному центру); однако, со временем второе название стало вытеснять первое. Название «Азовская губерния» оставалось официальным только в рамках планов Петра I по возвращению Азова и и побережья Азовского моря. После его смерти, «Азовская губерния» де-факто была окончательно переименована в Воронежскую, хотя официального решения по этому поводу не принималось.

## Административно-территориальное деление
Азовская губерния охватывала полностью или частично территории современных Белгородской, Волгоградской, Воронежской, Донецкой, Липецкой, Луганской, Нижегородской, Орловской, Пензенской, Ростовской, Рязанской, Саратовской, Тамбовской, Тульской областей, а также Республики Мордовия. Изначально Азовская губерния включала 52 значительных населённых пункта (города, крепости и слободы), а после присоединения в 1710 году сформированной из 25 городов Адмиралтейского округа Воронежской губернии — 77. В 1710 году, с началом фактического действия губернских учреждений, в Азовской губернии были сформированы три территориальных подразделения второго уровня: Азовское присутствие (города, «которые ведомы к Азову»), Воронежскую и Тамбовскую обер-комендантские провинции (1710—1715).
При этом Воронежская обер-комендантская провинцияв большинстве своём сложилась из городов Адмиралтейского округа, в 1701—1709 годах приписанных к Воронежу для строительства азовского военно-морского флота. Поэтому в 1710—1712 годах (до того, как в результате Прутского мирного договора Россия была вынуждена передать Османской империи Азов и всё побережье Азовского моря, что привело к прекращению кораблестроения в Воронеже), Воронежская провинция занимала особое положение. В отсутствие чёткой системы управления губернией, администрация Воронежской провинции в значительной части подчинялась напрямую общегосударственным структурам, ей адресовались отдельные от руководства губернии указы Сената. Эта специфика Воронежской обер-комендантской провинции привела к тому, что в эти годы провинция де-факто была на уровне губерний и сама нередко именовалась Воронежской губернией. Гражданское (земское) управление Воронежской обер-комендантской провинцией осуществлял ландрихтер С. Т. Клокачёв, военное — обер-комендант С. А. Колычев. Тамбовской обер-комендантской провинцией руководил ландрихтер Азовской губернии П. В. Кикин. Города, «которые ведомы к Азову», включали расположенные близ Азова крепости, слободы Изюмского полка, а также Новый Оскол, Валуйки, Чугуев, Тополи. Этот округ, существовавший в 1710—1712 годах, непосредственно управлялся азовским губернатором И. А. Толстым.
В 1715 году, после переноса административного центра в Воронеж, обер-комендантские провинции были упразднены, а губерния была разделена на 12 ландратских доль. В 1718 году количество долей увеличилось до 16. В результате осуществления областной реформы 1719–1720 гг. в соответствии с указом от 29 мая (9 июня) 1719 г. ландратские доли были заменены провинциями. Азовская губерния была разделена на 5 провинций: Бахмутскую (8 городов и слобод), Воронежскую (17), Елецкую (8), Тамбовскую (10), Шацкую (10).

### Административно-территориальное деление (1719—1725)
В 1719 году осуществления реформы административно-территориального деления ландратские доли были упразднены. Согласно именному указу, состоявшемуся в Правительствующем Сенате, «Об устройстве губерний и об определении в оныя правителей» от 29 мая (9 июня) 1719 года Азовская губерния была разделена на пять провинций: Бахмутскую (8 городов и слобод), Воронежскую (17 городов и слобод), Елецкую (8 городов и слобод), Тамбовскую (10 городов и слобод), Шацкую (10 городов и слобод).
С 1719 года по 1725 год первая Азовская губерния была разделена на 5 провинций:
- Бахму́тская прови́нция включала города-крепости и шанцы:
  - Бахмут (Донецкая область)
  - Боровской городок (Луганская область)
  - Краснянский (Луганская область)
  - Новый Айдар (Луганская область)
  - Райгородок (Донецкая область)
  - Старый Айдар (Луганская область)
  - Сухарев городок
  - Ямполь (Донецкая область)
  - В результате подавления Петром I в 1707—1708 годах восстания донских казаков под предводительством Кондратия Булавина, на территории Бахмутской провинции оказалась в то время и наибольшая часть не имеющей определённых границ Земли Донских казаков[8][9].
- Воро́нежская прови́нция включала:
  - города:
    - Верхососенск
    - Воронеж
    - Дёмшинск
    - Землянск
    - Коротояк
    - Костенск
    - Ольшанск
    - Орлов
    - Острогожск (передан в Белгородскую провинцию Киевской губернии в 1722 году)
    - Урыв
    - Усерд
    - Усмань (Липецкая область)

  - волости
    - Битюцкие и Икорецкие волости

  - крепости
    - Павловск на Осереде
    - Тавров
    - Транжамент
    - Хопёрская крепость
- Еле́цкая прови́нция включала города:
  - Данков
  - Елец
  - Ефремов
  - Лебедянь
  - Ливны
  - Скопин
  - Талецкий
  - Чернавский
- Тамбо́вская прови́нция включала города:
  - Борисоглебск
  - Верхний Ломов
  - Добрый
  - Инсар
  - Козлов с пригородами Бельским и Челнавским
  - Нижний Ломов
  - Ряжск
  - Тамбов
- Ша́цкая прови́нция включала города:
  - Елатьма
  - Кадом
  - Касимов
  - Керенск (Пензенская область)
  - Красная Слобода
  - Наровчатов
  - Темников (Мордовия)
  - Троицкий Острог
  - Шацк (Рязанская область)
  - Залесский стан

Вне провинциального деления находились города, приписанные к Липецким железным заводам: Белоколодск, Романов, Сокольск.

### Губернаторы
| Ф. И. О.                 | Титул, чин, звание       | Время замещения должности |
| ------------------------ | ------------------------ | ------------------------- |
| Апраксин Фёдор Матвеевич | генерал-адмирал          | 1708—1711                 |
| Толстой Иван Андреевич   |                          | 1712—1713                 |
| Колычёв Степан Андреевич | вице-губернатор          | 1717—1720                 |
| Измайлов Пётр Васильевич | бригадир (генерал-майор) | 1720—1725                 |